# Свобода (Белебеевский район)
Свобода (баш. Свобода) — деревня в Белебеевском районе Республики Башкортостан Российской Федерации. Входит в состав Малиновского сельсовета.
С 2005 современный статус.

## География

### Географическое положение
Расстояние до:
- районного центра (Белебей): 8 км,
- центра сельсовета (Малиновка): 9 км,
- ближайшей ж/д. станции (Аксаково): 14 км.

## История
Название происходит от назв. колхоза «Свобода».
Статус деревня, сельского населённого пункта, посёлок получил согласно Закону Республики Башкортостан от 20 июля 2005 года N 211-з «О внесении изменений в административно-территориальное устройство Республики Башкортостан в связи с образованием, объединением, упразднением и изменением статуса населенных пунктов, переносом административных центров», ст.1:

6. Изменить статус следующих населенных пунктов, установив тип поселения — деревня:

5) в Белебеевском районе:…

п) поселка Свобода Малиновского сельсовета

## Население
| 2002 | 2009 | 2010 |
| ---- | ---- | ---- |
| 58   | ↗63  | ↘48  |

Национальный состав
Согласно переписи 2002 года, преобладающие национальности — русские (38 %), чуваши (38 %).